# Elyptron ethiopica
Elyptron ethiopica là một loài bướm đêm trong họ Noctuidae.